# Magdalena de Nagasaki
Magdalena de Nagasaki (長崎のマグダレナ Nagasaki no Magudarena en japonés) (Nagasaki, Japón 1611 - octubre de 1634) fue una santa virgen y mártir venerada por la Iglesia Católica. Laica de la orden tercera de los agustinos recoletos, sufrió martirio con tan solo 23 años. Canonizada por el papa Juan Pablo II en 1987.

## Biografía

### Primeros años
Magdalena nació en torno a 1611, según unos autores en Nagasaki o, según otros, en un pueblo próximo a Nagasaki.
Fue hija de nobles y fervientes cristianos japoneses. Recibió como las jóvenes de su clase social una buena educación aprendiendo no solo a leer y escribir en japonés, sino también en latín, español y portugués. De acuerdo a varias fuentes que hablan de ella, Magdalena era una mujer de gran belleza.
Sesenta años después del comienzo de las misiones cristianas en Japón, iniciadas por el jesuita San Francisco Javier, el número de católicos en las islas llegaba a casi medio millón de personas (1622), siendo Nagasaki el principal centro cristiano de Japón. La alarma de las autoridades japonesas ante el crecimiento del cristianismo, que veían como una amenaza, determinó que se persiguiera a los practicantes de la nueva religión. Se procedió a realizar ejecuciones masivas, y a torturar con novedosos y crueles métodos para desalentar a los cristianos y que estos renunciaran a su fe.
Durante la persecución los padres y hermanos de Magdalena fueron condenados a muerte por profesar el cristianismo y martirizados. Magdalena era muy joven cuando quedó huérfana, siendo misioneros extranjeros los que se encargaron de su cuidado y educación.

### Agustina
En 1624 conoció a dos misioneros recién llegados pertenecientes a la orden de los agustinos recoletos, los sacerdotes Francisco de Jesús y Vicente de San Antonio. Les siguió durante su peregrinar por la región, sirviéndoles de intérprete y catequista. Magdalena incluso bautizó con su propia mano a varios de sus compatriotas. Eran tiempos de odio hacia los cristianos por lo que padeció muchos sufrimientos. En ocasiones hubo de huir a las montañas con sus preceptores para escapar de la persecución. La profunda espiritualidad de los misioneros causó un gran interés en Magdalena quien pidió ingresar en la orden agustina y recibir el hábito de agustina terciaria —propio de los laicos—, que desde entonces vistió regularmente.
Los padres espirituales de Magdalena, Francisco y Vicente, fueron ejecutados en septiembre de 1632. Magdalena acompañó después a otros misioneros de la misma orden agustina: el padre Melchor de San Agustín, y Martín de San Nicolás; estos también serían martirizados, a los tres meses de llegar a Japón, el 11 de diciembre de 1632. Entonces comenzó a ser tutelada por el dominico Jordán de San Esteban. Este le ofreció el hábito de terciaria dominica, ya que no veía objeción en pertenecer a las dos órdenes simultáneamente. Magdalena aceptó, pero no llegó a profesar los votos porque el padre Jordán fue apresado.

### Martirio
Después de perder a todos los misioneros extranjeros a los que consideró como padres espirituales, Magdalena tomó la decisión de presentarse ante las autoridades como cristiana, y estos la apresaron en octubre de 1634. Camino a prisión manifestó públicamente ser cristiana y pertenecer a la orden tercera agustina recoleta, vistiendo el hábito negro y la correa de terciaria. Contaron los testigos que, mientras estuvo en la cárcel, entonaba himnos y cánticos religiosos, y era consuelo y alegría de los allí apresados.
Durante el proceso, las autoridades japonesas intentaron convencerla para que renegara de su fe. Por su belleza y juventud le ofrecieron el perdón a cambio de que se casara, a lo cual respondió que ella ya estaba casada con Jesucristo, según sus creencias religiosas. Entonces fue sometida a crueles castigos, como obligarla a beber grandes cantidades de agua para después hacerla vomitar, poniendo pesos en el vientre y colocándola boca abajo. Otro de los tormentos consistió en introducir cañas de bambú en sus dedos. Al no lograr que la doncella renegara de su fe, se tomó la decisión de ejecutarla con un novedoso tormento llamado de las cuevas, o de la fosa o tormento de la hoya.
Mientras era llevada al lugar del martirio iba cantando y manifestando a los que se la acercaban que moría por ser cristiana. Además, les animaba a convertirse a la fe católica, ya que solo dentro de la Iglesia podrían salvarse. También les pedía que orasen por ella para que consiguiera la fortaleza necesaria en el momento final. Llegados al lugar indicado, fue colgada boca abajo, de modo que medio cuerpo estaba dentro de la hoya y las piernas afuera, estando además atada a unas tablas para impedir que se moviera. En esta posición, sin poder tomar ningún alimento y con constantes sangrados, la joven duró con vida trece días, cuando normalmente los torturados así duraban entre tres y cuatro días; y con la presencia continua de los guardias, que tenían orden de no abandonarla hasta que muriera, para impedir que nadie se le acercara. Sin embargo su vida no acabó a causa del tormento, sino que Magdalena pereció ahogada porque la hoya se llenó de agua tras una fuerte tormenta.
Para evitar que los cristianos veneraran sus restos, se dio la orden de quemar el cadáver y esparcir las cenizas.

## Legado
A principios del siglo XVII, los cristianos de occidente esperaban con interés las noticias acerca de las misiones en el Japón, donde las distintas órdenes religiosas se encontraban en constante peligro a causa de las persecuciones. Hubo muchos mártires entre de frailes de las órdenes franciscana, jesuita, dominica y agustina, además de entre los primeros japoneses cristianizados. Magdalena de Nagasaki fue una mártir más entre tantos habidos en Japón; pero su admirable y heroica historia fue pronto conocida, dentro y fuera del País del Sol Naciente.

### La Santa Cecilia del Japón
El interés occidental por los hechos concernientes a la vida de Magdalena hizo que, unos años después de su muerte, los misioneros establecidos en Macao lograran recopilar datos a partir de los testigos de la vida de la mártir, gracias a los cuales su historia ha llegado hasta nuestros días. Estos testigos contaron que, mientras se encontraba en el suplicio, la mártir preguntó a los guardias si querían escucharla cantar, a lo cual respondieron que sí; ella entonces comenzó a entonar himnos y cánticos religiosos, por lo que también se la ha llegado a conocer como "La Santa Cecilia del Japón".

## Canonización
Magdalena fue beatificada el 18 de febrero de 1981 en Manila (Filipinas), junto con un grupo de otros quince mártires del Japón (encabezados por Lorenzo Ruiz), por el papa Juan Pablo II. Pocos años después fue canonizada por el mismo papa, en Roma, el 18 de octubre de 1987, y esta vez con dieciséis compañeros, entre ellos otra vez Lorenzo Ruiz. A todo este grupo de mártires beatificados en Filipinas se les atribuyó conjuntamente el milagro de una curación inexplicable.
El larguísimo proceso de canonización de Magdalena podemos decir que duró más de tres siglos y medio, puesto que comenzó con aquellas declaraciones realizadas a más de cuarenta testigos, hacia el 1638. El proceso quedó parado por la pérdida de la documentación original. Quedaban sin embargo aún muchas pruebas y documentos, que bastaron para que el pontífice polaco aprobara su beatificación y la incluyera en el grupo de mártires.